# Jacques Delion de Surade
Jacques Delion de Surade est un homme politique français né le 7 juin 1736 à Lyon (Rhône) et décédé le 31 août 1802 à Civray (Vienne).
Chanoine régulier et prieur-curé de Plaisance, il adresse, avec cinq autres curé du Poitou, une protestation contre le refus des évêques de Poitiers et Luçon de former des comités. Il est député du clergé aux États généraux de 1789 pour la sénéchaussée du Poitou, siège dans la majorité et prête le serment civique.

## Sources
- « Jacques Delion de Surade », dans Adolphe Robert et Gaston Cougny, Dictionnaire des parlementaires français, Edgar Bourloton, 1889-1891 [détail de l’édition]